# Оэ, Кэндзабуро
Кэндзабуро́ О́э (яп. 大江 健三郎 О:э Кэндзабуро:, 31 января 1935[…], Осэ, Эхиме, Японская империя — 3 марта 2023, Токио) — японский писатель, автор нескольких десятков романов и повестей, циклов рассказов и многочисленных эссе. В своих сочинениях Кэндзабуро Оэ пытается преодолеть достигшие, по его мнению, своего апофеоза во Второй мировой войне нигилизм, безответственность и отчуждённость современного человека. Для творчества писателя характерны глобальный масштаб, эсхатологические мотивы, озабоченность природой насилия, подчёркивание маргинального и поиск адекватного современности трансцендентного в коллективной сущности человека и естественном жизненном укладе.
На мировоззрение и творческий метод Оэ большое влияние оказали классическая японская и гуманистическая европейская литература, философия экзистенциализма, аналитическая психология Юнга, антропология Ямагути, а также семиотика Лотмана и эстетическая концепция гротескного реализма, предложенная Бахтиным. Не приемля социального солипсизма, Оэ занимал активную общественную позицию, сделав своим кредо высказывание датского филолога Кристофера Нюропа: «Тот, кто не протестует против войны, становится соучастником войны». За свои сочинения Кэндзабуро Оэ был удостоен целого ряда высших японских и международных литературных наград, включая Нобелевскую премию по литературе (1994). Художественные и публицистические произведения писателя переведены на многие языки мира.

## Биография
Представленная ниже хронология жизни Кэндзабуро Оэ является обобщением фактов, изложенных во вступительных статьях и предисловиях к русскоязычным изданиям, в англоязычных литературоведческих исследованиях, а также в биографических приложениях, сопровождающих оригинальные издания сочинений Оэ. Источники на японском языке, использованные в статье, лично проверены Кэндзабуро Оэ на соответствие действительности. Дополнительную информацию о ранних годах жизни писателя можно найти в автобиографическом сборнике эссе «Под своим деревом» (2001).

### Детство и юность
Родился 31 января 1935 года в Японии в деревне Осэ (ныне часть посёлка Утико), расположенной в префектуре Эхиме в центре острова Сикоку; в семье Котаро и Косэки Оэ было семь детей, Кэндзабуро — пятый ребёнок и третий сын. В 1944 году в возрасте девяти лет Оэ почти одновременно лишился опекавшей его бабушки и неожиданно скончавшегося отца. В 1947 году Оэ поступил в школу Осэ средней ступени, затем — в школу посёлка Утико высшей ступени. К этому же времени относится издание им собственноручно переписанных из книг отрывков произведений Достоевского, которые составили небольшую хрестоматию, служившую знакомству его сверстников с творчеством русского классика.
В 1951 году Оэ из-за позднее подробно описанной в повести «Рви ростки, истребляй детёнышей» систематической травли со стороны других школьников перешёл в школу высшей ступени города Мацуяма, административного центра префектуры Эхимэ. В школе Мацуямы он начал писать стихи и стал редактировать литературную секцию школьного журнала «На ладони» (яп. 掌上 Сё:дзё:). Здесь же он познакомился с Дзюдзо Итами, своим будущим шурином; Оэ и Итами сильно сблизились за время учёбы, проводя много времени в беседах о литературе и за чтением классической китайской поэзии. После окончания школы в марте 1953 года Оэ отправился в Токио, где попытался поступить в Токийский университет, но, не завершив сдачу экзаменов, отказался от этой идеи и уехал в Фудзисаву, где прожил до следующего года, посещая подготовительные курсы для того, чтобы позднее вновь попытаться поступить в университет.

### Университетские годы
В апреле 1954 года Оэ со второго раза поступил на филологический факультет Токийского университета; после поступления поселился в дешёвом пансионе в Токио в районе Накано. В университете началась его литературная деятельность: в сентябре он написал для студенческого театра пьесу «Плач небес», а его первая публикация в том же месяце в студенческом журнале «Гакуэн» (рассказ «Вулкан») принесла и первую литературную премию. До конца года Оэ завершил ещё несколько сочинений малой формы, в том числе пьесу «Летние каникулы»: эти юношеские сочинения писались от случая к случаю и без какой-либо мысли о том, чтобы когда-нибудь стать писателем. В том же году Оэ увлёкся изучением сочинений Блеза Паскаля и Альбера Камю; решая, творчество кого из них выбрать в качестве темы дипломной работы, он в конечном счёте остановился на Сартре, приняв к тому же решение ничего (кроме учебников) не читать на французском языке до окончания университета, пока не прочтёт полное собрание сочинений Сартра.
В апреле 1956 года Оэ перешёл на отделение французской литературы филологического факультета Токийского университета, где начал заниматься под руководством профессора Кадзуо Ватанабэ. В сентябре, будучи сценаристом университетского драматического кружка, он написал пьесы «Безротый труп» и «Звериные голоса», последняя из которых была отобрана для участия в университетском конкурсе. Обе пьесы Оэ сочинил в последние дни летних каникул, которые провёл на родном Сикоку: за исключением этих нескольких дней, он посвятил всё лето досрочному выполнению поставленного ранее плана прочтения полного собрания сочинений Сартра в оригинале (первоначальным сроком было окончание университета).
В мае 1957 года новелла «Чудна́я работа» (переработка написанной ранее пьесы «Звериные голоса») была названа критиком Масахито Ара победителем университетского конкурса, приуроченного к празднованию Первого мая, и затем опубликована в газете Токийского университета. Основой для написания новеллы послужил опыт подработки в университетской больнице, где Оэ следил за трупами людей, разрешивших использование своих тел в медицинских целях после наступления смерти. После публикации в «Майнити симбун» положительной рецензии литературного критика Кэн Хирано на «Чудную работу» Оэ получил целый ряд предложений от литературных журналов. Вскоре в журнале «Бунгакукай» опубликована новелла «Высокомерие трупов», которая затем была выдвинута на премию Рюноскэ Акутагавы, но, несмотря на поддержку находящихся в жюри Ясунари Кавабаты, Ясуси Иноуэ и Сэйити Фунабаси, новелла Оэ уступила один голос рассказу Такэси Кайко «Голый король».
Начиная с 1958 года, Оэ начал активно публиковаться в ведущих литературных журналах Японии («Гундзо», «Синтё» и др.). В июле он, наконец, был удостоен премии Рюноскэ Акутагавы за рассказ «Содержание скотины», хотя члены жюри высказывались о неуместности присуждения премии, так как уже тогда Оэ с трудом можно было отнести к числу нуждающихся в популяризации своих работ литературных дебютантов, на которых ориентирована премия. Тем не менее, награда всё же была присуждена Оэ, так как, по мнению жюри, «Содержание скотины» оказалось единственным из рассматриваемых сочинений, которое соответствовало требуемому уровню. В результате резкого изменения уклада жизни, связанного с неожиданно начавшейся полномасштабной писательской деятельностью, 23-летний Оэ пережил глубокий стресс и попал в больницу после отравления, вызванного передозировкой снотворного. Получив письмо от своего учителя Кадзуо Ватанабэ, где тот написал о необходимости для Оэ перейти от нетривиальности повседневности к нетривиальности произведений, молодой писатель постепенно обрёл душевное равновесие.
Весной 1959 года Оэ окончил филологический факультет Токийского университета с дипломной работой, выполненной под научным руководством Кадзуо Ватанабэ, «Об образах в прозе Сартра» (в аннотации к диплому, написанной на французском языке, Оэ указал на выявленное им фундаментальное несоответствие между образами и стилем изложения в художественных и философских работах Камю и Сартра). Диплом получил оценку «хорошо».
В октябре по приглашению Дзюна Это, редактора литературного журнала «Мита бунгаку», вместе с писателем Синтаро Исихарой, режиссёром Сусуму Хани и другими представителями японской интеллигенции Оэ принял участие в круглом столе, приуроченном к выходу октябрьского и ноябрьского выпусков журнала. Выступление Оэ, открывавшее встречу и озаглавленное «Обозлённая молодёжь» (яп. 怒れる若者たち Окорэру вакамоно тати), привлекло к себе внимание. На том же круглом столе он познакомился с композитором Тору Такэмицу, с которым до кончины Такэмицу в 1996 году его впоследствии связывала многолетняя дружба. До конца года Оэ переехал в Сэтагая, пригород в западной части Токио, где прожил долгие годы.

### 1960-е

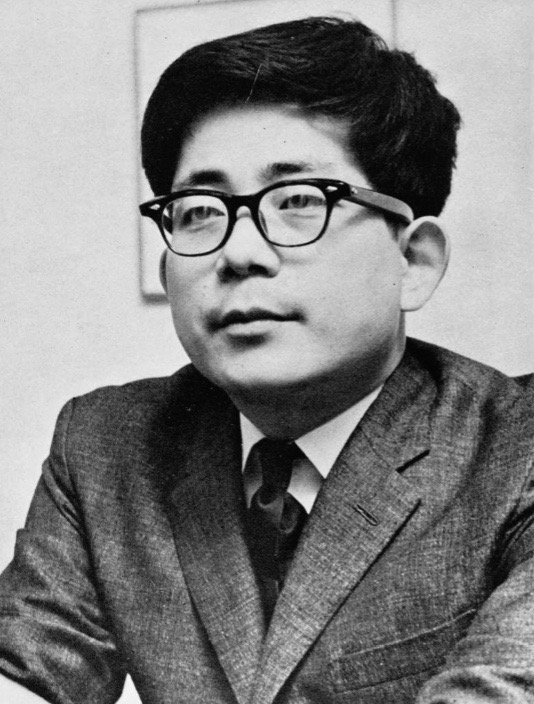
Кэндзабуро Оэ в молодости

В феврале 1960 года Оэ женился на Юкари Итами, старшей дочери киносценариста Мансаку Итами (с Дзюдзо Итами, братом Юкари, Оэ знаком с юности). В мае в составе третьей японско-китайской литературной делегации вместе с Хироси Номой, Кацуитиро Камэи, Такэси Кайко и другими ведущими японскими писателями Оэ посетил Китайскую Народную Республику, где встретился с Мао Цзэдуном.
В марте 1961 года Оэ получил угрозы от ультраправых политических группировок, спровоцированные опубликованной ранее повестью «Семнадцатилетний», навеянной убийством лидера Социалистической партии Инэдзиро Асанумы ультранационалистическим студентом-экстремистом Отоя Ямагути: издательство было вынуждено принести публичные извинения правым. В том же году в качестве члена оргкомитета Оэ принял участие во внеочередной конференции писателей стран Азии и Африки, проходящей в Токио, но затем в знак протеста против проведённого КНР первого ядерного испытания оставил пост. Значительную часть этого года Оэ провёл в путешествиях по Восточной (по приглашению правительств Болгарии и Польши) и Западной Европе. Посещённые за время путешествия страны: Болгария, Греция, Италия, Польша, СССР, Франция, Англия. В Париже Оэ встретился с Сартром; вместе с Сартром и Симоной де Бовуар принял участие в демонстрации против военных действий Франции в Алжире. В декабре вернулся в Японию, после чего в 1962 году написал посвящённый своему путешествию по Европе сборник путевых заметок «Голос Европы и мой собственный голос».
В июле 1963 года в семье Кэндзабуро и Юкари Оэ родился сын Хикари с серьёзным повреждением головного мозга. Ребёнка подвергли первой из серии операций, необходимых для сохранения ему жизни. Позднее у Оэ родились два здоровых ребёнка: дочь Нацумико и сын Сакурао. В августе того же года Оэ посетил Хиросиму вместе с Рёскэ Ясуэ, президентом издательства «Иванами сётэн», и начал собирать информацию для эссе об атомной трагедии Хиросимы: первые заметки, которые впоследствии составили «Хиросимские записки», были опубликованы в октябре следующего года в журнале «Сэкай». Из других событий 1964 года следует выделить прекращение членства в «Ассоциации японско-китайского культурного обмена» в знак протеста против проведённого КНР первого ядерного испытания и получение премии издательства «Синтёся» за переломный в творчестве Оэ роман «Личный опыт».
Весной 1965 года Оэ впервые посетил Окинаву, летом — США, где провёл июль и август в Гарвардском университете, а сентябрь и октябрь — в Атлантик-сити, где встретился с активистами движения за права афроамериканцев, и Ханнибале, Миссури (городе, где провёл своё детство Марк Твен). В 1966 году издательство «Синтёся» начало издание первого (6-томного) собрания сочинений Оэ. Издание было завершено в следующем году. В июле 1967 года в семье Оэ родилась дочь Нацумико (яп. 菜採子). В сентябре Оэ был удостоен премии Дзюнъитиро Танидзаки за роман «Футбол 1860 года», в первый же год выдержавший более десяти изданий. В ноябре Оэ вновь посетил Окинаву, куда он отправился для написания репортажа о переговорах премьера Эйсаку Сато с американским президентом Линдоном Джонсоном.
Март 1968 года Оэ провёл в Аделаиде, Австралия вместе с писателями Хансом Энценсбергером и Мишелем Бютором. В мае вышел в печать английский перевод романа «Личный опыт», нашедший широкий отклик в американской и западноевропейской прессе. После публикации романа на английском языке Оэ посетил США по личному приглашению Барни Россета, президента выпустившего перевод издательства «Grove Press». Пребывание в США составило около трёх недель, за время которых вместе с переводчиком Джоном Натаном он посетил Гарвардский, Колумбийский и Принстонский университеты, где активно участвовал в публичных дискуссиях, читал лекции и давал многочисленные интервью. Осенью, после возвращения из США, Оэ отправился на Окинаву, чтобы поддержать либерального политика Тёбё Яра в первых с начала американской оккупации публичных выборах. В конце года сын Хикари перенёс последнюю из серии операций на головном мозге. В начале 1969 года Оэ тяжело пережил утрату скончавшегося в результате несчастного случая Сокэн Фуругэн (яп. 古堅宗憲), близкого друга и борца за освобождение Окинавы от американской оккупации. Получив известие о смерти друга, он в очередной раз отправился на Окинаву.
Юкио Мисиме, фактически потерявшему надежду на получение Нобелевской премии по литературе после присуждения её в 1968 году Ясунари Кавабате, принадлежат слова, датируемые второй половиной того десятилетия, согласно которым следующим японским нобелевским писателем станет именно Оэ. Отношения с Мисимой, столь важные для полемизировавшего с ним Оэ, начавшись с личного приглашения на банкет в его резиденции, быстро переросли в конфликт, обусловленный радикальностью ультраправых политических взглядов Мисимы.

### 1970-е — 1980-е
В 1973 году он был удостоен самой престижной литературной премии Японии — премии Номы — за роман «Объяли меня воды до души моей», на создание которого у писателя ушло шесть лет. В мае 1975 года Оэ крайне болезненно пережил смерть своего университетского наставника Кадзуо Ватанабэ. В конце года Оэ принял участие в двухдневной голодовке в знак протеста против политических гонений, которым был подвергнут корейский поэт Ким Чжиха. Период времени с марта по июль 1976 года Оэ провёл в Мексике, где работал в качестве приглашённого лектора в «Collegio de Mexico» (город Мехико). Знакомство с мексиканской культурой позднее нашло отражение в одном из важнейших сочинений писателя, романе «Игры современников» (1979), а также в ряде других работ последующих лет («Женщины, слушающие дождевое дерево», «Родственники жизни» и др.).
В 1981 году Оэ выступил на конференции японских исследователей в области семиотики с докладом о сущности дзюнбунгаку (яп. 純文学, «чистая» литература), рассмотренной Оэ на примере семиотического анализа классического романа Наоя Сиги «Путь в ночном мраке». В этом докладе писатель фактически сформулировал своё понимание роли и сути современной японской литературы.
Начало 1980-х годов ознаменовалось возвращением писателя к малой форме после продолжительного перерыва. Опубликованные в первой половине этого десятилетия циклы рассказов «Женщины, слушающие дождевое дерево» (1982) и «Укушенный бегемотом» (1984) были удостоены премии «Ёмиури» и премии Кавабаты соответственно. Повсеместное признание творчества Оэ в Японии и за рубежом также выразилось в получении им в 1983 году премии Осараги за цикл «Проснись, новый человек!», номинировании на Нейштадтскую премию в 1986 году и получении награды проходившего в Бельгии международного фестиваля искусств «Europelia» в 1989 году. В 1988 году Оэ принял приглашение войти в состав жюри только что учреждённой издательством «Синтёся» литературной премии имени Юкио Мисимы.

### 1990-е
В 1990 году Оэ стал первым лауреатом премии Сэя Ито, которой он был удостоен за роман «Родственники жизни» (1989), а в 1992 году — был номинирован во второй раз на Нейштадтскую премию. В 1994 году Оэ был награждён Нобелевской премией по литературе «за то, что он с поэтической силой сотворил воображаемый мир, в котором реальность и миф, объединяясь, представляют тревожную картину сегодняшних человеческих невзгод»: в пресс-релизе, комментирующем решение жюри, подчёркивалось признание универсальности тем произведений Оэ, а в числе главных сочинений писателя были названы романы «Футбол 1860 года», «История M/T и Лесного чуда» и «Письма милому прошлому». Незадолго до получения Нобелевской премии писатель заявил о том, что с завершением трилогии «Пылающее зелёное дерево» он перестанет писать романы, но продолжит своё литературное творчество, создавая произведения в принципиально новом жанре. В 1994 году был награждён и премией Асахи в номинации «Культура». В том же году Оэ отказался от присуждённого ему императорского Ордена Культуры, мотивируя это принципиальным непринятием института императорской власти. За отказом от императорского ордена последовал публичный отказ от приглашения принять участие в одном из проходящих в 1995 году во Франции фестивалей искусств в знак протеста против возобновления правительством Жака Ширака испытаний ядерного оружия.
В феврале 1996 года после смерти от рака Тору Такэмицу Оэ пересмотрел своё ранее принятое решение и возобновил сочинение романов для того, чтобы написать произведение, посвящённое памяти ушедшего композитора (роман «Кульбит», 1999). В августе того же года Оэ начал работать по приглашению в Принстонском университете (США), а с ноября 1999 года — в Свободном университете Берлина (Германия). В 1997 году Оэ стал почётным иностранным членом Американской академии искусств.

### 2000—2023

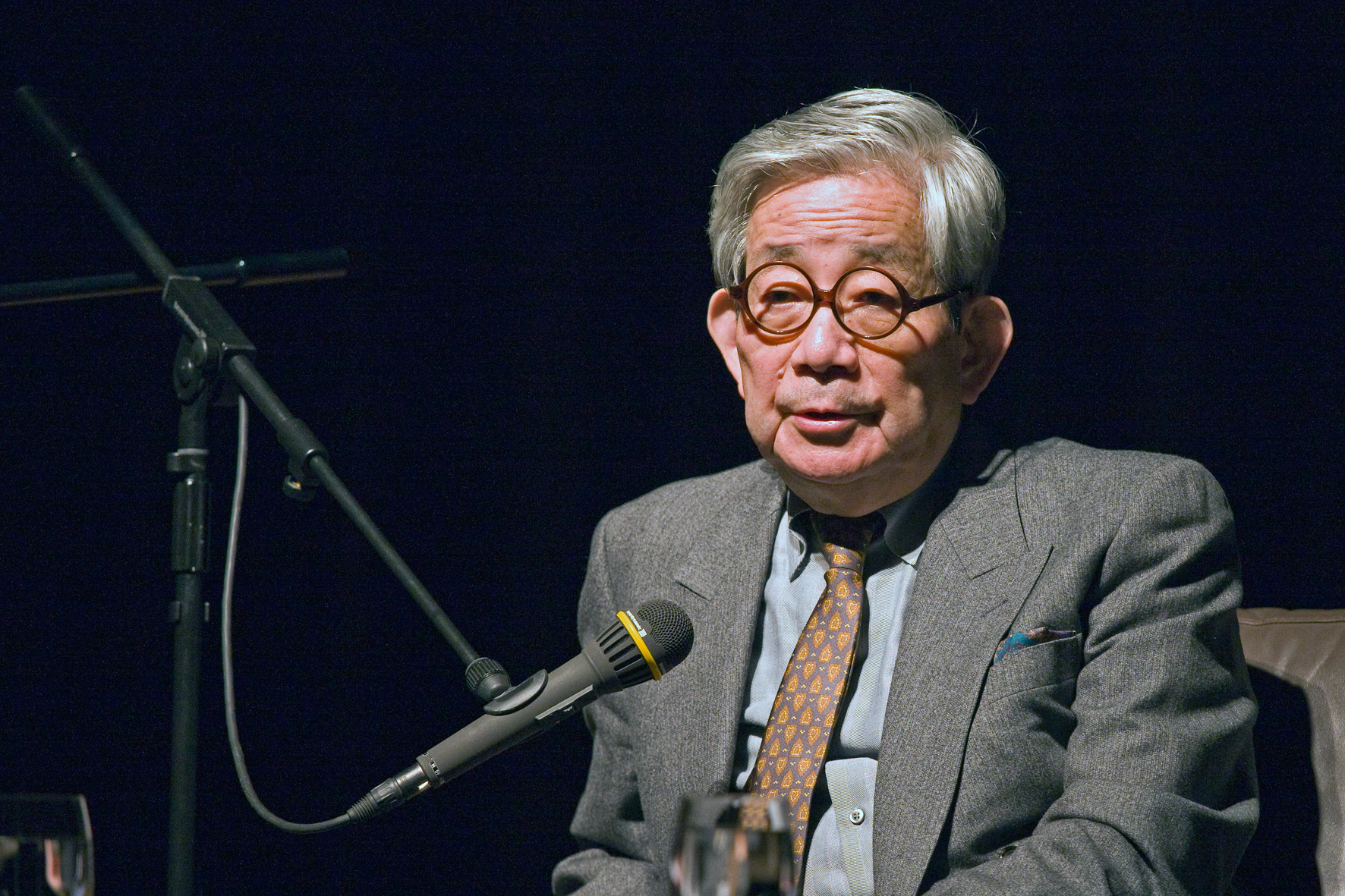
Кэндзабуро Оэ в Японском институте в Кёльне, 2008 год

В мае 2002 года Оэ был награждён французским Орденом Почётного легиона. В июне 2004 года Оэ стал одним из основателей антивоенного объединения «Статья 9». Продолжая свою активную общественную деятельность, в феврале 2005 года 70-летний Оэ посетил Хиросиму и выступил там с лекцией, приуроченной к 60-й годовщине атомной бомбардировки Хиросимы и Нагасаки.
В октябре 2005 года по инициативе издательства «Коданся» была учреждена премия Кэндзабуро Оэ. В конце года Оэ вновь объявил о прекращении своего литературного творчества с публикацией романа «Прощай же, книга!» (2005).
С июня по декабрь 2006 года Оэ участвовал в акции «Книжный магазин Кэндзабуро Оэ», проводившейся «Дзюнкудо сётэн» (яп. ジュンク堂書店 Дзюнкудо: сётэн), одним из крупных книжных магазинов Токио. В рамках акции писатель выступил с лекциями, в которых раскрыл себя как читателя, а также в течение полугода полностью определял ассортимент и категоризацию книг в специально созданном для этого отделе магазина. Лекции Оэ, начиная с сентября, публиковались в журнале «Субару». В ноябре 2006 года издательство «Асахи» выпустило новый сборник эссе «Завет+» (伝える言葉」プラス), большая часть которых до этого в течение нескольких месяцев регулярно публиковалась в еженедельнике «Асахи»: отмечается, что эссе сильно политизированы.
2007 год ознаменовался очередным возвращением Оэ: с майского выпуска в журнале «Синтё» началась публикация нового романа, озаглавленного «На прекрасную Аннабель Ли ветер дохнул, и куда-то её унесли» (яп. 臈たしアナベル・リイ　総毛立ちつ身まかりつ). В мае также был объявлен первый лауреат премии Оэ — Ю Нагасима.
После продолжавшейся более двух лет изнурительной судебной тяжбы по делу о массовых самоубийствах на Окинаве во время Тихоокеанской войны и отражении этих фактов в «Окинавских записках» Оэ (иск против Оэ был отклонён), писатель возобновил свою литературную работу, начав новый роман. Его название «Смерть от воды» (яп. 水死) вдохновлено поэмой Т. С. Элиота «Бесплодная земля» с одноимённой частью. Произведение было завершено в декабре 2009 года. В романе Оэ вернулся к центральной для своего творчества теме места императора в японской культуре, в этот раз, однако, прототипом главного героя сделав не самого себя, а придерживавшегося правых взглядов своего отца, который по тексту романа тонет во время наводнения в годы Второй мировой войны. Полярное монархическому начало выражено в образе юной героини, исполненной антияпонских настроений и устремлённой к разрушению имперского порядка.
После смерти Сюити Като, своего соратника по борьбе против изменения конституции, Оэ инициировал публикацию сборника некрологов, а также буклет «Чтобы помнили Сюити Като» (加藤周一のこころを継ぐために, «Иванами сётэн»), изданные в декабре 2009 года. В декабре 2010 года аналогичный буклет Оэ пришлось посвятить уже памяти своего другого близкого друга и одного из основателей «Статьи 9» драматурга Хисаси Иноуэ («Чтобы помнили слово Хисаси Иноуэ», 井上ひさしの言葉を継ぐために, 2010). После смерти Иноуэ серия выступлений Оэ памяти умершего была издана на DVD.
В декабре 2011 года издательство «Коданся» анонсировало начало серийной публикации нового сочинения Оэ в журнале «Гундзо» с январского номера 2012 года (вышел в печать уже в конце 2011 года). Эта работа, которую автор вновь рассматривает как свою последнюю, ознаменовала его возвращение к форме цикла рассказов, в которой он плодотворно и оригинально работал в 1980-е годы («Женщины, слушающие дождевое дерево» и др.) и не обращался уже около пятнадцати лет, с той, однако, разницей, что материал нового произведения полностью фиктивен в отличие от многоголосия пластов документального и вымышленного в более ранних циклах. Сочинение получило название «В позднем стиле» (晩年様式集（イン・レイト・スタイル）). Тема «позднего стиля» (см. Эдвард Саид, с которым Оэ тесно общался) является предметом рассмотрения в ряде эссе писателя. Тематически цикл связан с более ранним и одним из наиболее значительных сочинений Оэ романом «Письма милому прошлому» (1987). Работу над циклом «В позднем стиле» Оэ начал после аварии на АЭС Фукусима-1 в марте 2011 года, трагедии особенно остро воспринятой писателем, через всё творчество которого (начиная ещё с «Хиросимских записок» полувековой давности), как и истории Японии XX века, проходит тема атомной катастрофы. Оэ, несмотря на свой уже преклонный возраст, принял активное участие в акциях протеста против использования в Японии атомной энергии, которые последовали за аварией в Фукусиме. Книга «В позднем стиле» была издана в октябре 2013 года издательством «Коданся».

## Очерк творчества
Кэндзабуро Оэ является признанным классиком японской и мировой литературы. Основной мотив, проходящий через всю его полувековую писательскую деятельность, — это вопрос идентификации человека и преодоления нигилизма в мире, пережившем Вторую мировую войну. Деревья и причудливые сказания из прошедшего в деревне на острове Сикоку детства, звучащее по радио отречение японского императора от собственной божественности, взрывы атомных бомб в Хиросиме и Нагасаки, рождение умственно отсталого сына и общение с ним, а также другие образы и темы, появившиеся ещё в самых ранних работах писателя, сохранились вплоть до последних произведений, однако сам ответ на вопрос об идентификации, оперирующий этими образами, постепенно эволюционировал от наивного к невероятно сложному по мере достижения Оэ писательской зрелости.

### Ранний период творчества
Своими первыми работами Оэ недвусмысленно заявил о том, что готов к радикальному пересмотру японской литературной традиции. Эта нестандартность нашла своё выражение как в языке его произведений, так и в выборе тем. Литературный язык Оэ стал использовать как своего рода «лингвистическое насилие» в соответствии с его трактовкой русскими формалистами, чьи теории оказали на формирование писателя большое влияние. Другой чертой отхода от традиции стало явно политизированное содержание сочинений. В заявлении, сделанном на церемонии награждения премией Акутагавы в 1958 году, Оэ указал на то, что будет активно участвовать в политике через сочинение художественных произведений. Удалиться ещё больше от канона японского эстетизма, представленного работами таких современников, как Кавабата и Танидзаки, Оэ позволил способ раскрытия политического, которое он, следуя примеру Нормана Мейлера, стал выражать через сексуальное. Так, в произведениях «Наше время» (1959) и «Человек сексуальный» (1963) оккупированная Япония представлена бесправным пассивным началом, а гомосексуальность, по мнению ряда критиков, становится метафорой японского фашизма, как и в литературе Мисимы, скрытую и явную полемику с которым Оэ вёл на страницах своих сочинений.
Оценка «сексуального» периода творчества неоднозначна. Владимир Гривнин отмечал, что этот этап нельзя назвать плодотворным, потому что Оэ изменил сам себе, подменив духовную сущность человека сущностью сексуальной. В то же время в американской и западноевропейской критической литературе распространено хорошо аргументированное мнение о том, что тема сексуальности центральна для всего творчества Оэ, что подтверждается работами зрелого и позднего периодов, где сексуальное неотъемлемо и органично вписывается в ткань и образную систему произведений. Отношение самого писателя к этим работам носит скептический характер (многие из них исключены им из изданий полного собрания сочинений) с оттенком иронии: Оэ пишет о том, что ценит «Наше время» как своё единственное сочинение, которое полностью написано словами с сексуальной коннотацией.
Основная тематика работ раннего периода творчества так или иначе связана с экзистенциальными вопросами (безумие, свобода, одиночество и др.), однако вовлечённость в них самого автора оставалась ограниченной: первые произведения были плодом изучения литературоведческих теорий и отталкивавшегося от социально-политической действительности Японии неординарного воображения писателя. Оэ, анализируя «Содержание скотины» (1958) и другие свои первые опыты, отметил, что даже образ его родной деревни, расположенной в центре Сикоку (он постепенно занял ключевое место во всём творчестве писателя), уже с самого начала был почти полностью вымышленным, сохраняя лишь топографическое сходство со своим прототипом.

### Зрелый период творчества

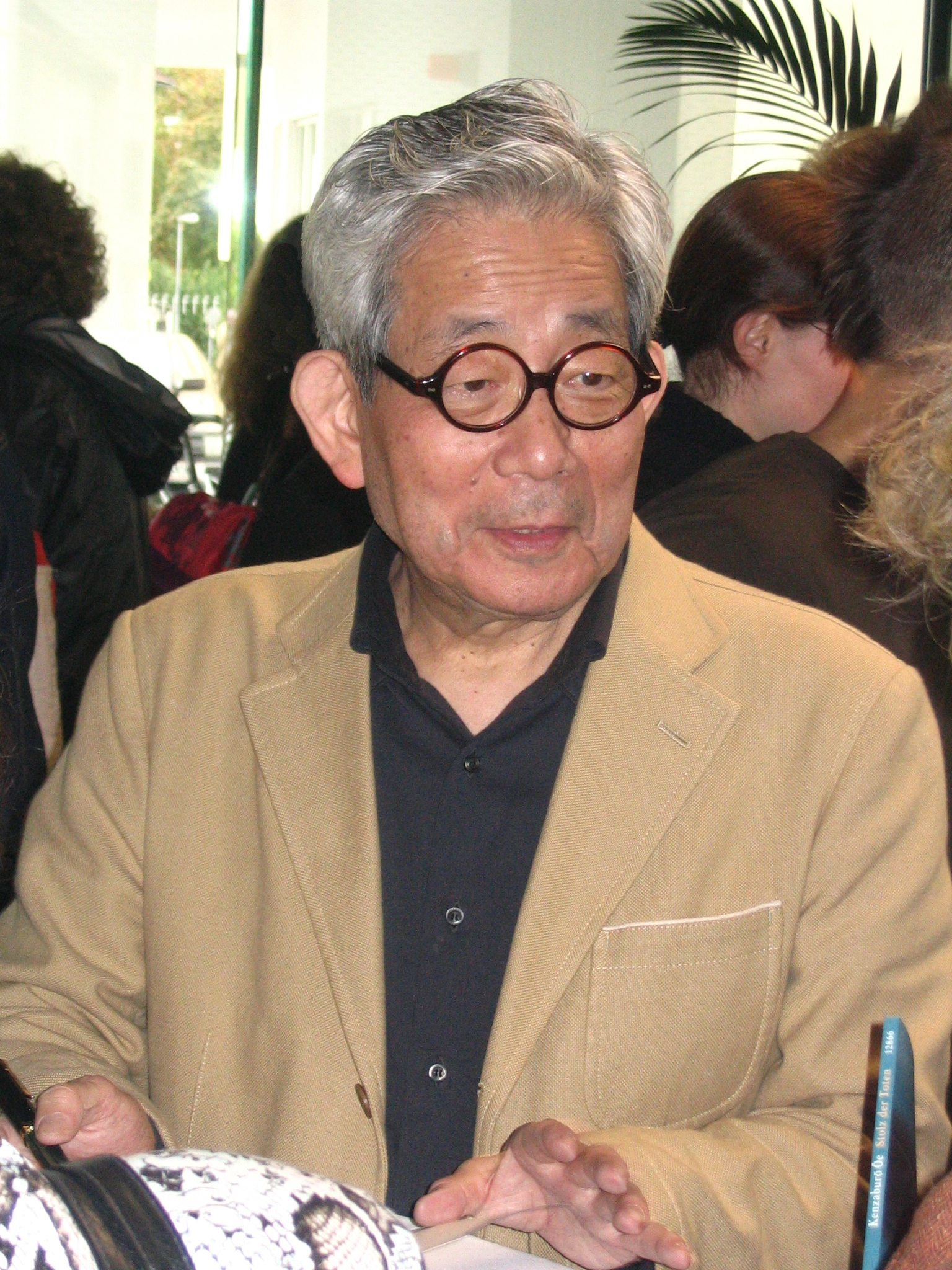

В отличие от ранних сочинений, зрелая стадия творчества Оэ характеризуется смещением фокуса в подчёркнуто личное и обретением подлинного экзистенциального измерения. Переходным сочинением, ознаменовавшим это изменение, явился роман «Личный опыт» (1964). Изменение такого рода было обусловлено появлением в 1963 году сына Хикари, который родился с сильным нарушением функционирования головного мозга, и пройденным затем Оэ путём к решению о сохранении ребёнку жизни и принятию ответственности за его воспитание. Сам Оэ, несмотря на широкое признание своих ранних работ, до этой метаморфозы переживал мировоззренческий кризис, граничащий с совершением самоубийства, и считается, что он не состоялся бы как писатель, замкнувшись в сексуально-политической сатире, если бы не это трагическое событие. Рождение же ребёнка и «бегство» от него в Хиросиму, которое положило начало написанию «Хиросимских записок» (1965), открыло писателю глаза на смысл собственного существования и коренным образом преобразило его творчество, предопределив его дальнейшее развитие на несколько десятилетий вперёд.
Результатом этого переосмысления стал ряд произведений, тематически охватывающих два пересекающихся направления. С одной стороны, это тема взаимоотношений отца и его умственно отсталого ребёнка, наиболее ярко выраженная в серии работ, включающей роман «Объяли меня воды до души моей» (1973) и завершающейся романом «Записки пинчраннера» (1976), где Оэ впервые стал использовать технику повествования, излагаемого одновременно с нескольких точек зрения. Вторая тема — это своего рода возрождение в современных реалиях деревенских сказаний острова Сикоку, на которых был воспитан сам Оэ. В начавшем полноценную разработку этой темы романе «Футбол 1860 года» (1967), где события, разделённые столетним промежутком, синхронно разворачиваются в одном и том же месте, а также в последовавших за ним «Играх современников» (1979), «Истории M/T и Лесного чуда» (1986) и «Письмах милому прошлому» (1987) Оэ таким способом воплощает свою идею биполярной модели общества, где унифицирующему началу, каковым в Японии является император, противопоставляется мифология маргинального и периферийного. Роль последнего в художественных сочинениях Оэ играет образ расположенной на Сикоку деревни (в публицистике это место занимает Окинава), который, появившись ещё в первых рассказах писателя, постепенно развился до целой мифологической вселенной. Подчёркивая значимость маргинального, Оэ пытается тем самым противостоять планетарному масштабу технического и монологического мышления научной цивилизации, что выявляет глубинные связи между его сочинениями и основными мотивами философии Хайдеггера и Гадамера.
Для разработки обеих тем («отец-сын» и «деревня-государство-микрокосм») характерно акцентирование в качестве отправной точки предельно локального и индивидуального до такой степени, что оно открывает действительно универсальное: повседневность в этих работах Оэ граничит с мифологией, а сами произведения — удивительно полифоничны. Полифония усиливается многочисленными аллюзиями к классическим произведениям европейской и мировой гуманистической литературы (Блейк, Данте, Достоевский, Рабле и др.), а также к сочинениям авторов XX века (Йейтс и Лаури).
Несмотря на лежащую в их основе автобиографичность, полные утончённого юмора и творческого эксперимента произведения Оэ принципиально отличаются от негласного канона японской литературы: в них автобиографичность не является самоценностью, она преодолевается. Свой метод сочинения романов зрелого периода творчества (начиная с романа «Объяли меня воды до души моей») Оэ называет гротескным реализмом в смысле, вкладываемом в это понятие Михаилом Бахтиным. Бахтинские теории карнавала, смеховой культуры и гротескного реализма, как и сознательная релятивизация унифицирующего центрального начала, вошли в сочинения Оэ под сильным влиянием идей японского антрополога Масао Ямагути, сформулированных им в серии статей «Фольклор шута» (1969) и монографии «Периферия и центр».
Сознательное обращение Оэ к формальному методу как таковому и тем более к гротескному реализму вступает в конфликт с продолжающейся и в современной литературе японской традицией эгобеллетристики (т. н. «я-литературы»), для которой характерен уход от многообразия мира в микрокосмос требующей безыскусного и правдивого отображения повседневности автора как таковой. По существу лишь однажды писатель обратился к жанру эгобеллетристики: в романе «Проснись, новый человек!» (1983). Однако даже это сочинение можно отнести к «я-литературе» лишь с большой долей условности, так как её автобиографическая составляющая выступает в качестве исходного материала для рефлекции над кризисом современности через поэзию Уильяма Блейка, в которую Оэ был погружён на протяжении нескольких лет подряд.
Свой неортодоксальный для японского контекста подход к сочинению Оэ, испытавший сильное влияние Юрия Лотмана и Михаила Бахтина, аргументировал тем, что «я-литература» неадекватна реальности, так как невозможно уместить в одномерное повествование человеческий опыт, протекающий одновременно на различных временны́х и пространственных уровнях. Для написания литературы, где стали бы возможными различение этих уровней и в то же время сохранение внутренне присущей им целостности, по мнению Оэ, необходимо сознательное конструирование в произведении модели окружающего мира и личностной модели себя как художника, а самому писателю при этом предназначена роль шута, или юродивого.

### Поздний период творчества
В 1980-е годы в работах Оэ, постоянно находящегося в процессе творческого эксперимента и поиска, к привычным для него темам и приёмам изложения добавилось новое: раскрытие своего читательского опыта. Так появилась серия романов со специфической формой повествования: это Малькольм Лаури в «Женщинах, слушающих дождевое дерево» (1982), Уильям Блейк в романе «Проснись, новый человек!» (1983), Данте в «Письмах милому прошлому» (1987), Чарльз Диккенс в «Легионах Квилпов» (1988), Флэннери О’Коннор в «Родственниках жизни» (1989), наконец, Р. С. Томас в «Кульбите» и Т. С. Элиот в ряде поздних сочинений, включая самое последнее («Смерть от воды»). Глубоко погружаясь в творчество каждого из этих авторов, Оэ как будто «переписывает» их сочинения языком современного романа, при этом оставляя в новом тексте и сами первоисточники в явном виде, в том числе и на языке оригинала, приводя рядом свои переводы. Как правило, повествование ведётся от лица персонажа, практически идентичного с самим Оэ (писатель K. и др.), рефлексирующего, например, над поэзией Блейка через происшествия собственной повседневности.
Кроме того, в работах 1980-х Оэ после длительного перерыва вернулся к малой форме, с которой и начинал свой творческий путь. Практически всё, написанное за годы, разделяющие «Игры современников» (1979) и «Письма милому прошлому» (1987), приняло форму циклов рассказов, начиная с «Женщин, слушающих дождевое дерево». В рамках этой формы Оэ удалось выработать действительно оригинальный подход: циклы начинаются псевдоавтобиографичным рассказом, за которым, однако, следует уже его комментарий (описание того, как он был воспринят, а также критика как со стороны Оэ, так и других), что создаёт иллюзию реалистичности этого комментария и вымышленности того, что изначально подавалось под видом автобиографичного, первоначальный текст отчасти переписывается, а сам комментарий вскоре вновь перерастает в фикцию и т. д. В масштабах всего цикла переплетение реальности и вымысла становится необыкновенно сложным и многомерным, что усиливается вводом в повествование не только поэзии Блейка или кого-либо другого, но и обширного самоцитирования Оэ своих более ранних произведений (например, «Игры современников» и «Женщины, слушающие дождевое дерево» получают новую жизнь в «блейковском» цикле «Проснись, новый человек!»). При этом сохраняется строгая композиция, позволяющая ощущать структурную взаимосвязь внешне разрозненных эпизодов. Отход от традиции японского сисёсэцу в этих работах Оэ радикален и воспринимается тем острее, чем больше они похожи на произведения этого жанра внешне, прежде всего «исповедальным» повествованием от первого лица.
Токио Игути указывает на то, что это «я» рассказов противопоставляется топографии романов: в последних все персонажи, несмотря на их своеобразие, обезличиваются и подчиняются по сути некой универсальной логике самого топоса (деревни-государства-микрокосмоса), определяющего их роли и судьбу. Таковы, например, персонажи, чередующиеся в «Футболе 1860 года», «Письмах милому прошлому», «Пылающем зелёном дереве» и «Кульбите», которые носят имя Ги: каждой из этих «реинкарнаций» уготовано место маргинала и «козла отпущения» вне зависимости от их индивидуальных отличий. В рассказах же, наоборот, при всей универсальности образов, скажем, «дождевого дерева» и пр. на первый план выводятся именно единичные люди, связываемые прежде всего повествующим «я», то же происходит и со временем: оно становится личным (в противоположность всеохватывающей одновременности в тех же «Играх современников», отсюда и название последних). Игути видит в такого рода обновлении Оэ реакцию писателя на неуклонный рост однородности общества, когда противопоставление периферии центру, на котором строились «Игры современников» и другие работы, отчасти утрачивает осязаемый смысл и требует дополнения романа как модели мира чем-то качественно иным, что и привело к сосуществованию столь разных по своей природе циклов рассказов и романов в творчестве Оэ 1980-х — первой половины 1990-х годов, в последующие годы эволюционировав в некую синтетическую форму (см. «Подмёныш»).
В 1990-е наметился новый поворот в тематике произведений. К тому времени Хикари, реализовав себя как композитор, таким образом обрёл голос, который ему в течение нескольких десятилетий Оэ пытался дать через собственную литературу. В результате в новом переходном периоде в романах «Башни исцеления» (1990) и «Планета башен исцеления» (1991), в которых сильны мотивы атомной бомбардировки Хиросимы, писатель обратился к нетрадиционному для дзюнбунгаку и собственного творчества жанру научной фантастики. Тема фантастического позднее получила своё развитие в одном из последних романов «Двухсотлетний ребёнок» (2003), который написан в жанре фэнтези.
В целом для «позднего» Оэ характерен практически полный отход от присущего работам 1970-х тематического ядра «отец—сын»: здесь повествование во многом строится вокруг более общих вопросов (зачастую либо в явной полемике с Юкио Мисима, либо диалоге с христианством), таких как природа веры и религии, а также тех форм, которые они принимают в современном мире. Одной из ключевых тем становится возможность молитвы в безверии, к которой Оэ обращался, впрочем, и раньше (см. «Объяли меня воды до души моей»). Этот период представлен крупнейшим за всю творческую биографию автора романом «Кульбит» (1999), а также двумя трилогиями: «Пылающее зелёное дерево» (1993—1995) и трилогия «Псевдопара», образованная романами «Подмёныш» (2000), «Дитя печального образа» (2002) и «Прощай же, книга!» (2005), где главным героем является напоминающий самого писателя персонаж Когито (яп. 古義人). После завершения каждой из трилогий Оэ публично заявлял о прекращении своей писательской деятельности, однако, несмотря на наметившийся отход от написания романов, произведения последнего десятилетия относятся к числу наиболее значимых из всех, созданных Оэ за полвека его плодотворной работы, а сам писатель считает трилогию «Пылающее зелёное дерево» (1993—1995) кульминацией своего литературного творчества.
Вопреки значимости работ позднего периода, общим местом становится констатация того, что они практически неизвестны за пределами Японии. Одним из немногих исключений можно считать полный перевод на немецкий язык трилогии «Пылающее зелёное дерево». Однако сам писатель был равнодушен к восприятию своего творчества за рубежом и заявлял, что пишет непосредственно для японских читателей, причём имея в виду прежде всего людей своего поколения: тех, кто пережил схожее с его личным опытом. В самой же Японии последние работы, как и более ранние сочинения (например, «Игры современников»), остаются недооценёнными, а Оэ продолжает оставаться в изоляции, отрезанным от диалога и адекватной критики, практически уже несколько десятилетий. Считается, что одной из ряда причин сложившейся ситуации, наряду со снижением интереса к серьёзной литературе вообще, являются значительно усложняющие опыт чтения многочисленные интертекстуальные ссылки в романах писателя, которые делают невозможным полноценное восприятие одного сочинения в отрыве от всех остальных; кроме того, причиной служит и отсутствие в Японии достаточно глубокого понимания современных западных литературоведческих теорий, часто сознательно используемых Оэ, а также нехарактерное для японской литературы многоголосие его сочинений.

## Кэндзабуро Оэ в СССР и России

### История
В отличие от многих стран зарубежья, где до присуждения Оэ Нобелевской премии переведены были лишь считанные работы писателя, в СССР читатели имели возможность знакомиться с его центральными произведениями уже с начала 1970-х годов. При этом роман «Опоздавшая молодёжь» (1962) был переведён дважды (А. Брегадзе/Брегашвили и В. Гривниным), а тираж отдельных изданий неоднократно переиздававшихся переводов «Футбола 1860 года» (1967) и «Игр современников» (1979) составил 100000 экземпляров.
Первым переводом на языки стран народов СССР стала публикация на украинском языке «Содержания скотины» в журнале «Всесвіт» (№ 8, 1967), а первые переводы романов на русском языке появились в журнале «Иностранная литература», членом международного совета которого Кэндзабуро Оэ позднее формально являлся. Своим присутствием в советской и позднее российской культуре Оэ во многом обязан работе Владимира Гривнина, ставшего первым переводчиком крупных сочинений Оэ на русский язык. В то же время переводы Гривнина характеризуются стилистически принципиальными отличиями от оригинала и многочисленными пропусками текста (причём далеко не всегда по цензурным соображениям). В результате работа Гривнина одновременно с популяризацией Оэ в стране привела и к созданию ущербного его образа, усиленного ангажированными предисловиями переводчика. Сильно купированные издания романов Оэ продолжают тиражироваться в многочисленных их переизданиях последних двух десятилетий без внесения в текст каких-либо поправок.
Работы Оэ, написанные, начиная с 1980-х годов, на русский язык не переводились, за исключением публицистики, Нобелевской лекции «Многосмысленностью Японии рождённый», публикации в журнале «Иностранная литература» перевода новеллы «Камнем, камнем сквозь пустоту…» (из цикла «Проснись, новый человек!», 1983), а также переведённого с английского под названием «Эхо небес» романа «Родственники жизни». В 1988—1989 годах на украинский язык И. Дубинским был переведён роман «История M/T и лесного чуда» (1986).

## Семья
- жена (с 1960 года до его смерти в 2023 году): Юкари Оэ (яп. 大江 ゆかり О:э Юкари) — художница-иллюстратор. Дочь Мансаку Итами и младшая сестра Дзюдзо Итами. Иллюстрации Юкари Оэ сопровождают целый ряд сборников эссе Кэндзабуро Оэ. В их числе «Целящая семья» (1995), «Мягкие узы» (1996), «Под своим деревом» (2001) и «Обращаясь к человеку нового поколения» (2003).
- сын: Хикари Оэ (яп. 大江 光 О:э Хикари) — композитор.

### Основные переводы на русский язык
| Дата | Библиографическая информация |
| ---- | --- |
| 1983 | Оэ К. Футбол 1860 года. Роман и рассказы. Пер. с яп. и вступит. ст. В. С. Гривнина. — М.: Главная редакция восточной литературы издательства «Наука», 1983. — С. 432. |
| 1987 | Оэ К. Обращаюсь к современникам: Худож. публицистика: Пер. с яп. / Сост. и коммент. В. С. Гривнина. Предисловие А. И. Сенаторова. — М.: Прогресс, 1987. — С. 288. |
| 1990 | Оэ К. Опоздавшая молодёжь. Футбол 1860 года. Романы. Пер. с яп. В. С. Гривнина. — М.: Правда, 1990. — С. 624. |
| 1997 | Гюнтер Грасс — Кэндзабуро Оэ. Вчера, полвека тому назад (переписка): Пер. с нем. и вст. А. Егоршева // Иностранная литература. — М., 1997. — № 2. — С. 224—240. |
| 1999 | Оэ К. Игры современников: Роман / Пер. с яп. В. С. Гривнина. — СПб.: Амфора, 1999. — С. 461. — ISBN 5-8301-0071-1. |
| 1999 | Оэ К. Избранные произведения. Послесл. Т. Григорьевой. — М.: Панорама, 1999. — С. 400. — ISBN 5-85220-574-5. Содержание: роман «Объяли меня воды до души моей»; рассказы «Неожиданная немота», «Тёмная река, тяжёлые вёсла», «Неделя почитания старости» (пер. с яп. В. С. Гривнина); Нобелевская лекция «Многосмысленностью Японии рождённый» (1994, пер. с англ. Н. Старосельской). |
| 2000 | Оэ К. Записки пинчраннера: Роман / Пер. с яп. В. С. Гривнина. — СПб.: Амфора, 2000. — С. 331. — ISBN 5-8301-0104-1. |
| 2004 | Оэ К. Футбол 1860 года: Роман. Пер. с яп. В. С. Гривнина. — М.: Азбука-классика, 2004. — С. 352. — ISBN 5-352-01198-4. |
| 2010 | Кэндзабуро Оэ. Эхо небес. Пер. с англ. В. Кобец. — СПб.: Амфора, 2010. — 256 с. — ISBN 978-5-367-01342-9. |

## Основные сочинения

### Романы и повести
- Рви ростки, истребляй детёнышей (芽むしり仔撃ち, 1958)
- Опоздавшая молодёжь (遅れてきた青年, 1962)
- Личный опыт (個人的な体験, 1964)
- Футбол 1860 года (万延元年のフットボール, 1967)
- Объяли меня воды до души моей (洪水はわが魂に及び, 1973)
- Записки пинчраннера (ピンチランナー調書, 1976)
- Игры современников (同時代ゲーム, 1979)
- Письма милому прошлому (懐かしい年への手紙, 1987)
- Родственники жизни (人生の親戚, 1989)
- Башни исцеления (治療塔, 1990)
- Трилогия «Пылающее зелёное дерево» (燃えあがる緑の木, 1993—1995)
- Кульбит (宙返り, 1999)
- Трилогия «Псевдопара» (おかしな二人組, 2000—2005)
- Двухсотлетний ребёнок (二百年の子供, 2003)
- Прекрасная Аннабель Ли (臈たしアナベル・リイ　総毛立ちつ身まかりつ, 2007)
- Смерть от воды (水死, 2009)

### Циклы рассказов
- Женщины, слушающие дождевое дерево (雨の木」の聴く女たち, 1982)
- Проснись, новый человек! (新しい人よ眼ざめよ, 1983)
- Как убить дерево (いかに木を殺すか, 1984)
- Укушенный бегемотом (河馬に噛まれる, 1985)
- Тихая жизнь (静かな生活, 1990)
- В позднем стиле (晩年様式集（イン・レイト・スタイル）, 2013)

### Публицистика, эссе, критика
- Хиросимские записки (ヒロシマ・ノート, 1965)
- Окинавские записки (沖縄ノート, 1969)
- Метод романа (小説の方法, 1978)
- За новую литературу (新しい文学のために, 1988)
- Многосмысленностью Японии рождённый (あいまいな日本の私, 1995)
- Целящая семья (恢復する家族, 1995)
- Под своим деревом (「自分の木」の下で, 2001)
- Человек читающий (読む人間, 2007)

## Произведения по мотивам сочинений Оэ

### Кино
- «Наше время» (яп. われらの時代, 1959). Экранизация одноимённой повести. Режиссёр Корэёси Курахара.
- «Лже-студент» (яп. 偽大学生, 1960). Экранизация рассказа «Время лживых показаний» (яп. 偽証の時). Режиссёр Ясудзо Масумура. Композитор Ясуси Акутагава (сын Рюноскэ Акутагавы).
- «Содержание скотины» (яп. 飼育, 1961). Экранизация одноимённого рассказа. Режиссёр Нагиса Осима.
- «Тихая жизнь» (яп. 静かな生活, 1995). Экранизация одноимённого романа. Режиссёр Дзюдзо Итами. В фильме звучит музыка Хикари Оэ.
- «Содержание скотины» (Gibier D’Elevage, 2011). По мотивам одноимённого рассказа с переносом действия в Камбоджу 1972 года. Режиссёр Ритхи Пань.

### Музыка
Композитор Тору Такэмицу написал три пьесы по мотивам цикла рассказов «Женщины, слушающие дождевое дерево».